# Ghiacciaio Akebono
Il ghiacciaio Akebono (in giapponese: アケボノ氷河, Akebono-hyōga, ossia "ghiacciaio dell'alba") è un ghiacciaio situato sulla costa del Principe Olav, nella Terra della Regina Maud, in Antartide. Il ghiacciaio fluisce verso nord fino a giungere sulla costa, dove sfocia in mare tra capo Hinode e punta Akebono.

## Storia
Il ghiacciaio Akebono è stato mappato e così battezzato da cartografi giapponesi grazie a fotografie aeree scattate nel corso della spedizione giapponese di ricerca antartica svoltasi tra il 1957 e il 1962.